# Centropogon tovarensis
Centropogon tovarensis là loài thực vật có hoa trong họ Hoa chuông. Loài này được Planch. & Linden mô tả khoa học đầu tiên năm 1852.